# Иваненко, Григорий Иванович
Григорий Иванович Иваненко (укр. Григорій Іваненко; ? — не ранее 1729) — брацлавский полковник (1706 год) Войска Запорожского.

## Биография
Сын Ивана Ионенка, по прозванию «Богатый», земли Волошской (Румынской) гетмана дубосарского «на всю тамошнюю Украину». Свой род Иван Богатый Ионенко возводил к одному из господарей Молдавского княжества, правившему с февраля 1572 по июнь 1574 г. — Иоану Водэ Лютому из династии Мушатов.
Переселился вместе с братом на Малороссию в 1706 году.  Г. И. Иваненко получил гетманский универсал на «спустелое местечко Бурки (Борки) в уезде Чигиринском». С июня 1708 года он служил брацлавским полковником. В октябре 1708 года братья Иваненко, «несмотря на прелестные письма», не поддержали изменившего русскому царю Петру Алексеевичу гетмана Мазепу, за что один из братьев был изменниками убит.
Григорий Иванович от киевского воеводы (с 1711 г. губернатора) князя Дмитрия Михайловича Голицына получил во владение на землях Киевского полка сёла Копачов и Мокиевку; 9 марта 1710 года гетман Иван Ильич Скоропадский своим универсалом подтвердил это пожалование, а 28 апреля 1711 года князь Голицын освободил принадлежащие Г. И. Иваненко сёла «от постоев и других поборов». Также князь Д. М. Голицын 22 декабря 1712 года в награду за верность присяге во время мазепиной измены передал Иваненко двор мазепинца Мировича на киевском Подоле, а 27 июля 1713 года гетманский универсал закрепил это пожалование, а также предоставил Иваненко права на село Остролучье в Барышевской сотне Переяславского полка и 3 марта 1718 года была подписана царская грамота на эти имения, как собственность Иваненко.
С января 1725 по январь 1729 года был командиром ландмилицкого полка, который с 11 ноября 1727 года именовался Брянским полком.
Был «уволен от службы за старостью в отставку в свой дом в Переяславский полк» 25 января 1729 года.
Среди его прямых потомков — Ольга Михайловна Иваненко (1883—1968), жена барона Петра Николаевича Врангеля.

## Семья
Сын — Григорий Григорьевич Иваненко (ок. 1720 — ок. 1790) — переяславский полковник Войска Запорожского.